# Dasypus
Dasypus es un género de mamíferos cingulados de la familia Dasypodidae que incluye a varias especies de armadillos tanto de Norteamérica como de América del Sur.
La especie más común es el armadillo de nueve bandas. Ha sido muy estudiado por su poliembrionía en que cada huevo produce cuatro embriones. Además ha servido como animal de laboratorio para estudiar la lepra.

## Especies
Actualmente reconocen las siguientes especies: 
- Dasypus beniensis Lönnberg, 1942
- Dasypus fenestratus Peters, 1864[3]
- Dasypus guianensis Barthe et al, 2024[3]
- Dasypus hybridus (Desmarest, 1804)
- Dasypus kappleri Krauss, 1862
- Dasypus mazzai Yepes, 1933[4]
- Dasypus mexicanus Peters, 1864[3]
- Dasypus novemcinctus Linnaeus, 1758[3]
- Dasypus pilosus (Fitzinger, 1856)
- Dasypus sabanicola Mondolfi, 1968
- Dasypus septemcinctus Linnaeus, 1758

Especies fósiles:
- †Dasypus bellus (Simpson, 1930)[5]